# NGC 3672
NGC 3672 é uma galáxia espiral (Sc) localizada na direcção da constelação de Crater. Possui uma declinação de -09° 47' 41" e uma ascensão recta de 11 horas, 25 minutos e 02,3 segundos.
A galáxia NGC 3672 foi descoberta em 4 de Março de 1786 por William Herschel.